# Бирюлино (Тверская область)
Бирю́лино — деревня в Калининском районе Тверской области России. Входит в состав Бурашевского сельского поселения. Находится в пригородной зоне Твери. В 2002 году — 13 жителей.

## География
Расположена южнее Твери, в 2 км от посёлка имени Крупской. Ближайшие деревни — Боровлево и Садыково.

## История
До 2006 года входила в состав Андрейковского сельского округа.

## Население
| 2010 |
| ---- |
| 8    |

## Инфраструктура
В 1997 году — 5 хозяйств, 11 жителей.

## Транспорт
Деревня доступна автотранспортом.
1. 1 2  Всероссийская перепись населения 2010 года. Населённые пункты Тверской области